# Diplodia malorum
Diplodia malorum är en svampart som beskrevs av Fuckel 1870. Diplodia malorum ingår i släktet Diplodia och familjen Botryosphaeriaceae.   Inga underarter finns listade i Catalogue of Life.